# Xesús Cañedo Valle
Xesús Cañedo Valle (Gijon, 9 de desembre de 1958) és un polític asturià, secretari general i fundador del Partíu Asturianista, i estudiós d'Astúries i la seva cultura amb obres com el "Refraneru Asturianu" amb el també asturianista Xuan Xosé Sánchez Vicente. Va ser a més un dels fundadors i membre del Conceyu Nacionalista Astur entre 1976 i 1981. És llicenciat en Dret.